# 北園涼
北園 涼（きたぞの りょう、1992年2月9日 - ）は日本の俳優。RMP所属。

## 来歴
2014年外村朋子脚本、福地慎太郎監督のおとり捜査官・北見志穂第18作でデビュー。
2016年7月にジュネスからRMPに移籍。
2017年2月、自身初の写真集を発行。
2017年4月、舞台「乱歩奇譚 Game of Laplace」にて初主演および座長を務めた。
2017年8月、本人プロデュースによる練香水「ANITA」、11月に「RyoKitazonoTシャツ」を発売。
2018年5月、出身の鹿児島県より県の広報大使・薩摩大使を委嘱される。任命時、大使として現役で活動する人物の中では最年少。地元名産品のお茶、薩摩焼酎などのコラボ商品などの発売に関わる。
2018年10月、映画｢BLOOD-CLUB DOLLS1｣にて映画初出演。
2019年2月、1stシングル「Long way to Go」にてCDデビュー。詳細は別記。
2024年7月、自身をモデルにした「チビゾノ」AIプロジェクトを始動。

## 人物
身長184.5 - 185cm・B83・W72・H89cm・靴のサイズ 27.5cm。鹿児島県鹿屋市出身、育ちは霧島地方。
将来の夢について、好奇心が高く定まらなかった中で、一人の役者がテレビドラマなどで多面の役・様々な人生を演じられる俳優を目指すため学生時代から上京を希望していたが両親の許しが得られず、20歳で就職を機に上京し、芸能事務所への所属を決めた。出演していたミュージカル刀剣乱舞においての両国国技館・日本武道館・さいたまスーパーアリーナ等でのパフォーマンスをきっかけに、俳優としての活動に加え2019年より音楽の場にも活動を拡げる。
小さいころから寝ること、食べること、走ることが大好き。趣味は映画鑑賞。FPSゲームも好きで実況配信をすることもある。
特技はモノマネ。
好きな食べ物は、焼肉、お寿司、チョコレート。
甘いものはなんでも好きだが、チョコレートが1番好き。ラーメンも好きだが、豚骨にかぎる。
好きな女性のファッションは、ニット帽。
自身の配信内で募集・投票にて決められたファンの愛称は“ゾノリエ”。
『俺旅。』ケアンズ編にてジープを運転するために国際運転免許を取得。

## 出演作

### 舞台
2014年
- 『君がいない。ある日の夕日。』『君が見た朝日』（2014年4月26日 - 29日、高田馬場ラビネスト）- さい 役

2015年
- ミュージカル『忍たま乱太郎〜第6弾〜凶悪なる幻影!〜』（2015年1月9日 - 23日、池袋サンシャイン劇場） - 中在家長次 役
- 舞台『散れ桜よ、刻天ノ証ニ』（2015年4月3日 - 12日、あうるすぽっと） - 金狐丸 役
- 舞台『疾風!!新選組〜時を駆け抜けた漢たち〜』（2015年2月7日 - 11日、WoodyTheatre中目黒） - 榎本武揚 役
- ミュージカル『忍たま乱太郎〜第6弾再演〜凶悪なる幻影!〜』（2015年6月19日 - 7月5日、東京ドームシティ シアターGロッソ） - 中在家長次 役
- 舞台『ラズベリーボーイ2再演』（2015年7月15日 - 20日、俳優座劇場） - 熊川潤一 役
- ミュージカル『刀剣乱舞』〜トライアル公演〜（2015年10月30日 - 11月8日、AiiA 2.5 Theater Tokyo） - 小狐丸 役
- 舞台『このニャかに人猫（じんびょう）がいるニャ』〜トライアル公演〜（2015年12月16日 - 23日、俳優座劇場） - 浅井ニャがまさ 役

2016年
- 舞台『のぶニャがの野望 幸村と五輪の剣』（2016年2月3日 - 7日、全労済ホール スペース・ゼロ） - さニャだ信之 役
- ミュージカル『刀剣乱舞』〜阿津賀志山異聞〜（東京公演：2016年5月27日 - 6月12日、AiiA 2.5 Theater Tokyo / 大阪公演：6月17日 - 19日、森ノ宮ピロティホール / 京都公演：6月23日 - 26日、京都劇場） - 小狐丸 役
- 連載40周年特別企画 舞台版『こちら葛飾区亀有公園前派出所』（東京公演：2016年9月9日 - 19日、AiiA 2.5 Theater Tokyo / 大阪公演：9月23日 - 25日、サンケイホールブリーゼ） - HIROSHI 役
- 東北ドリームコレクション2016『やっぱり帰宅部!』（2016年10月22日、ゼビオアリーナ仙台） - 佐藤悟志 役

2017年
- SOLID STAR vol.9『ミニチュア!!フリーペーパーのナイス街』（2017年3月8日 - 12日、俳優座劇場） - 市川達彦 役
- 舞台『乱歩奇譚 Game of Laplace』（2017年4月12日 - 16日、新宿シアターサンモール） - アケチ 役・主演 
- 舞台版『心霊探偵八雲 裁きの塔』（東京公演：2017年5月31日 - 6月11日、品川プリンスホテル クラブeX / 大阪公演：6月16日 - 18日、大阪ビジネスパーク円形ホール） - 西澤保伸 役
- WBB vol.12『ミクロワールド・ファンタジア』（東京公演：2017年7月26日 - 8月1日、紀伊國屋サザンシアター TAKASHIMAYA / 大阪公演：8月4日 - 6日、グランフロント大阪北館ナレッジシアター） - フレッド 役
- 超!脱獄歌劇『ナンバカ』（2017年9月14日 - 24日、Zeppブルーシアター六本木） - ウノ 役
- ミュージカル『刀剣乱舞』〜つはものどもがゆめのあと〜（東京公演：2017年11月4日 - 12日、TOKYO DOME CITY HALL / 京都公演：11月17日 - 19日、京都劇場 / 東京公演：2018年1月6日 - 14日、日本青年館 / 大阪公演：1月26日 - 30日、梅田芸術劇場 シアター・ドラマシティ） - 小狐丸 役

2018年
- 舞台『乱歩奇譚 Game of Laplaceパノラマ島の怪人』（2018年4月13日 - 22日、新宿シアターサンモール） - アケチ 役・主演 
- ミュージカル『刀剣乱舞』〜阿津賀志山異聞2018〜（パリ公演：2018年7月15日、パレ・デ・コングレ・ド・パリ大劇場 / 東京公演：8月3日 - 19日、日本青年館） - 小狐丸 役※パリ公演は声のみの出演、東京公演については岩崎大輔による代演 

2019年
- MANKAI STAGE『A3!』～AUTUMN ＆ WINTER 2019～（東京公演：2019年1月31日 - 2月11日、日本青年館 / 山口公演：2月23日・24日、下関市民会館 / 大阪公演：2月27日 - 3月3日、梅田芸術劇場 メインホール / 東京凱旋公演：3月15日 - 3月24日、 天王洲 銀河劇場） - 高遠丞 役 
- 舞台『魍魎の匣』（東京公演：2019年6月21日 - 6月30日、天王洲 銀河劇場 / 兵庫公演：7月4日 - 7月7日、AiiA 2.5 Theater Kobe） - 榎木津礼二郎 役 
- 舞台『乱歩奇譚 Game of Laplace〜怪人二十面相〜』（2019年8月5日 - 12日、品川プリンスホテル クラブeX） - アケチ 役・主演 

2020年
- MANKAI STAGE『A3!』～WINTER 2020～（東京公演：2020年4月24日 - 5月10日、天王洲 銀河劇場 / 兵庫公演：5月14日 - 24日、AiiA 2.5 Theater Kobe / 香川公演：5月28日 - 31日、香川県県民ホール大ホール / 東京凱旋公演：6月4日 - 14日、品川プリンスホテル ステラボール） - 高遠丞 役 緊急事態宣言発出に伴う公演中止
- MANKAI STAGE『A3!』～WINTER 2020.08～（東京公演：2020年8月16日 - 22日、天王洲 銀河劇場） - 高遠丞 役
- 舞台『BIRTH』（2020年10月10日 - 21日、よみうり大手町ホール） - オザワ 役（トリプルキャスト）

2021年
- MANKAI STAGE『A3!』～WINTER 2021～（東京公演：2021年5月20日 - 30日、TACHIKAWA STAGE GARDEN /大阪公演：6月3日 - 6日、梅田芸術劇場 シアター・ドラマシティ / 愛知公演：6月10日 - 13日、アイプラザ豊橋） - 高遠丞 役
- ライブ・スペクタクル『NARUTO -ナルト-』～うずまきナルト物語～（東京公演：2021年12月4日 - 13日、日本青年館 / 大阪公演：12月25日 - 2022年1月2日、メルパルクホール大阪） - 波風ミナト 役

2022年
- MANKAI STAGE『A3!』ACT2! ～SPRING 2022～（2022年5月20日 - 30日、日本青年館ホール）- 高遠丞 役（声の出演）
- ライブ・スペクタクル『NARUTO -ナルト-』忍界対戦、開戦（東京公演：2022年9月17日 - 22日、天王洲 銀河劇場 / 兵庫公演：10月1日 - 10月10日、神戸文化ホール 中ホール / 東京凱旋公演：10月15日 - 22日、天王洲 銀河劇場）  - 波風ミナト 役

2023年
- MANKAI STAGE『A3!』ACT2! ～WINTER 2023～（東京公演:2023年1月21日 - 29日、TACHIKAWA STAGE GARDEN / 兵庫公演:2月3日-12日、AiiA 2.5 Theater Kobe / 東京凱旋公演：2月17日-26日、TACHIKAWA STAGE GARDEN）- 高遠丞 役
- 『カストルとポルックス』（2023年3月24日 - 4月2日、品川プリンスホテル ステラボール）- 一条犬御 役
- MANKAI STAGE『A3!』ACT2! ～SPRING 2023～（東京公演:2023年5月13日 - 21日、TACHIKAWA STAGE GARDEN / 兵庫公演:5月27日-28日、AiiA 2.5 Theater Kobe / 東京凱旋公演：6月2日-11日、TOKYO DOME CITY HALL）- 高遠丞 役
- ライブ・スペクタクル『NARUTO -ナルト-』～忍の生きる道～（神奈川公演：2023年10月8日-11日、KAAT 神奈川芸術劇場〈ホール〉/ 神戸公演：10月18日-22日、AiiA 2.5 Theater Kobe / 東京公演：10月28日-11月5日、TOKYO DOME CITY HALL ）  - 波風ミナト 役
- ミュージカル『The Agent』（東京公演：2023年12月7日 - 24日、有楽町よみうりホール、兵庫公演：2024年1月13日-14日、兵庫県立芸術文化センター 阪急 中ホール） - ホセ・ロドリゲス 役 

2024年
- 明治モダン歌劇『恋花幕明録〜前日譚〜』（東京公演：2024年2月8日 - 18日、IMM THEATER / 兵庫公演：2月23日 - 25日、AiiA 2.5 Theater Kobe） - 木戸孝允 役
- MANKAI STAGE『A3!』ACT2! ～WINTER 2024～（東京公演:2024年4月9日 - 14日、TOKYO DOME CITY HALL / 愛知公演:4月19日-21日、Niterra日本特殊陶業市民会館 フォレストホール / 東京凱旋公演：4月26日 - 30日、東京国際フォーラムホールC、大阪公演：5月5日 - 12日、箕⾯市⽴⽂化芸能劇場 大ホール） - 高遠丞 役
- コブクロ JUKE BOX reading musical 『FAMILY』（2024年7月11日、 紀伊國屋サザンシアター TAKASHIMAYA ）- 出演
- 『マッシュル-MASHLE-』THE STAGE 2.5（東京公演：2024年8月2日 - 12日、 天王洲 銀河劇場、兵庫公演：8月17日 - 19日、AiiA 2.5 Theater Kobe）- オーター・マドル 役

2025年
- ミュージカル『Fate/Zero』〜The Sword of Promised Victory〜（東京公演：2025年1月18日 - 26日、THEATER MILANO-Za / 大阪公演：1月31日 - 2月2日、SkyシアターMBS） - 言峰綺礼 役
- MANKAI STAGE『A3!』ACT3! 2025（前期:2025年3月22日 - 4月13日、後期:4月18日-5月10日、KAAT神奈川芸術劇場〈ホール〉）- 高遠丞 役

- ミュージカル『フラガリアメモリーズ』〜純真の結い目〜（東京公演：2025年5月23日 - 6月1日、シアターH、兵庫公演：6月6日 - 8日、AiiA 2.5 Theater Kobe） - ウィルメッシュ 役[56]
- ミュージカル『Fate/Zero』〜A Hero of Justice〜（2025年9月6日 - 21日、東京THEATER MILANO-Za） - 言峰綺礼 役[57]
- ミュージカル『フラガリアメモリーズ』〜Promise of Love〜（東京公演：2025年11月21日 - 30日、シアターH / 兵庫公演：12月5日 - 7日、AiiA 2.5 Theater KobeAiiA 2.5 Theater Kobe） - ウィルメッシュ 役[58]

### LIVE
- ミュージカル『忍たま乱太郎』〜忍術学園　学園祭〜（2015年10月16日 - 18日、エプソン品川アクアスタジアム ステラボール） - 中在家長次 役
- ミュージカル『刀剣乱舞』 - 小狐丸 役
  - 〜公式ファンサイトプレミアム会員限定LIVE〜（2016年7月16日 - 18日、赤坂ACTシアター）
  - in 嚴島神社（2016年11月12日、広島県・嚴島神社高舞台[国宝]）
  - 〜真剣乱舞祭 2016〜（大阪：2016年12月13日、大阪城ホール / 東京：12月20日 - 21日、両国国技館）
  - 〜真剣乱舞祭 2017〜（東京：2017年12月8日 - 9日、日本武道館 / 大阪：12月12日 - 13日、大阪城ホール / 埼玉：12月19日 - 20日、さいたまスーパーアリーナ）
  - 〜真剣乱舞祭 2018〜（福井：2018年11月24日、サンドーム福井 / 東京：11月27日 - 28日、日本武道館 / 宮城：12月5日 - 6日、セキスイハイムスーパーアリーナ / 大阪：12月11日 - 12日、大阪城ホール / 千葉：12月15日 - 16日、幕張メッセ国際展示場）
  - 〜歌合 乱舞狂乱〜 （長野：2019年11月24日、長野ビッグハット / 宮城：11月28日・29日、セキスイハイムスーパーアリーナ / 北海道： 12月6日・7日、北海きたえーる / 福岡：12月12日・13日、福岡国際センター / 広島：12月21日・22日、広島グリーンアリーナ / 埼玉：2020年1月4日・5日、さいたまスーパーアリーナ / 愛知：1月11日・12日、愛知県国際展示場 展示ホールA / 大阪：1月15日・16日、大阪城ホール / 東京：1月22日・23日、武蔵野の森総合スポーツプラザ メインアリーナ）
  - 〜壽 乱舞音曲祭〜（2021年1月9日 - 23日、東京ガーデンシアター）[59]
  - 〜真剣乱舞祭 2022〜（福井：2022年5月8日、サンドーム福井 / 愛知：5月14日・15日、日本ガイシホール / 大阪：5月18日・19日、大阪城ホール / 宮城：5月25日・26日、セキスイハイムアリーナ（グランディ・21） / 福岡：6月4日・5日、西日本総合展示場 新館ABC展示場 / 広島：6月9日・10日、広島グリーンアリーナ / 千葉：6月15日・16日、幕張メッセ イベントホール / 東京：6月22日 - 26日、国立代々木競技場 イベントホール）
  - ㊇ 乱舞野外祭（すえひろがり らんぶやがいまつり）（2023年9月20日、富士急ハイランド・コニファーフォレスト）日替わり出演[60]
  - 祝玖寿 乱舞音曲祭（いわいのくじゅ らんぶおんぎょくさい）（福井：2024年10月5日・6日、サンドーム福井 / 北海道：10月12日・13日、真駒内セキスイハイムアイスアリーナ / 広島：10月19日・20日、広島グリーンアリーナ /大阪：10月23日・24日、大阪城ホール /愛知：11月2日・3日、Aichi Sky Expo（愛知県国際展示場）ホールA/ 福岡：11月9日・10日、マリンメッセ福岡A館 / 千葉：11月15日・16日、幕張メッセ国際展示場 9.10.11ホール / 宮城：11月20日、セキスイハイムスーパーアリーナ（グランディ・21） / 神奈川：11月27日 - 12月1日、Ｋアリーナ横浜）（うち、福岡・千葉・宮城・神奈川公演出演）[61]
  - 目出度歌誉花舞 十周年祝賀祭（めでたやうたのほまれはなのまい じゅっしゅうねんしゅくがさい）（2025年7月29・30日、東京ドーム）[62]

- MANKAI STAGE『A3!』 - 高遠丞 役
  - 〜Four Seasons LIVE 2020〜（2020年9月17日 - 20日、東京ガーデンシアター）[63][64]
  - Troupe LIVE〜WINTER 2022〜（2022年2月23日 - 26日、TACHIKAWA STAGE GARDEN）[65]
  - 〜Four Seasons LIVE 2024〜（2024年10月31日-11月4日、東京ガーデンシアター）[66]

### 映画
- BLOOD-CLUB DOLLS 1（2018年10月13日） - 藍刃 役[67][68]
  - BLOOD-CLUB DOLLS 2（2020年7月11日） - 藍刃 役[69][70]
- 劇場版・ディキータマリモット〜オウセンの若者たち〜『いつまでも忘れないよ』（2019年5月31日）　-ハリ（宮前武彦）役
- MANKAI MOVIE『A3!』 - 高遠丞 役[71]
  - MANKAI MOVIE『A3!』〜SPRING & SUMMER〜（2021年12月3日）
  - MANKAI MOVIE『A3!』〜AUTUMN & WINTER〜（2022年3月4日）
- 映画演劇サクセス荘 -侵略者Sと西荻窪の奇跡-（2021年12月31日） - イチロー 役[72][73]

### TVドラマ
- 土曜ワイド劇場 おとり捜査官・北見志穂 第18作 『幸福の絶頂”美女連続殺人!』（2014年4月5日、テレビ朝日）
- アゲイン!!（2014年7月21日 - 9月22日、MBS / 7月23日 - 9月24日、TBS） - 応援部員 役
- ディキータマリモット〜オウセンの若者たち〜 （2018年7月6日 - 9月21日、テレビ神奈川） - ハリ 役 [74][75][76]

### テレビ番組
- 俺旅。シーズン6（2020年1月、テレビ神奈川・テレビ埼玉・千葉テレビ放送・京都放送・サンテレビジョン）[77]
- ペアキュン〜コンビ結成秘話を勝手にドラマ化〜（2021年9月16日、木曜プラチナイト 日本テレビ系・読売テレビ）ドラマパート「鬼越トマホークの勝手にドラマ〜嫉妬と悪縁〜」- 坂井良多 役[78][79]
- 宅飲みシェアハウス 6-10話（2022年4月22日 - 、テレビ神奈川）[80]
- 植田鳥越「口は○○のもと」 TV Season2 2 - 3話（2023年7月18日、7月25日、BS11）[81]

### ネット配信
- エンターテインメント番組scene（仮）ジュネス学園（2015年7月27日・2015年8月24日、ワロップ放送局　押上スタジオ） - 出演（北園涼・江原蓮・小坂涼太郎・当麻創太・マーク・ワーレス・ケヴィン・上仁樹・当麻創太・福吉大雅・鈴木祐大・池田明日香・青山春翔）
- あの俳優が初めて1人で配信してみますweek！ in SHOWROOM（2016年10月26日、SHOWROOM）[82]
- ゾノカツ！（2016年11月26日 - 不定期、SHOWROOM）[83][84]
- DHCキレイを磨く！エクストリームBeauty（2018年3月14日、DHCテレビ）[85]
- さしめしSP後編「新生活応援！春のイケメン祭り！4時間SP」（2018年3月30日、LINE LIVE） - 出演（佐伯大地・北園涼・花江夏樹・斉藤壮馬）[86][87]
- Online♥Reading「百合と薔薇」Vol.01（2020年6月21日、ABEMA） [88]　- 天野ヒカル 役
- 人生人狼 アクトセレクト（2020年11月9日、シアターコンプレックス） [89]
- VR専用演劇「VVVR」第一弾「SPOOKY!!」（2021年4月30日、ミクサライブ東京チャンネル） [90]　- アズマ 役
- マーダーミステリーシアター『演技の代償』Replay（2021年7月18日19:00公演、SPWN） [91][92]　- 桃谷雄一郎 役
- マーダーミステリーシアター『裏切りの晩餐』（2021年12月14日15:00公演、SPWN・シアターコンプレックス） [93]　- 久米田レオ 役
- マーダーミステリーシアター『裏切りの晩餐』シアターコンプレックスSIDE（2021年12月14日20:00公演、シアターコンプレックス） [93]　- ゲスト解説
- 「やってんなお前」#35（2022年3月2日、キャストサイズチャンネル） - ゲスト出演
- エンタステージ 役者名鑑 in ListenGo Vol.3「北園涼」（2022年4月28日） [94]
- アクターズリーグ☆パーティー 後夜祭〜今年も東京ドームで野球しちゃったよSP〜（2022年8月22日、ABEMA） - ゲスト出演
- 君沢青春学園 特別授業 ep.15 本日の生徒.北園涼と納谷健（2022年11月8日） - ゲスト出演
- 2.5’s GRAND PRIX 2022 〜 俳優たちの真剣勝負！ 〜（2022年12月13日、ABEMA） - ゲスト出演
- 言劇「お願い寝かして北園くん！」全4話（2023年1月27日 -2月28日、DMM TV） -出演[95]
- 田口涼と前川優希のニコ生「たまニコ！」第26回（2023年5月9日、ニコニコチャンネル） - ゲスト出演
- 加藤大悟公式チャンネル「A-ways Studio」第14回 （2023年6月21日） - ゲスト出演
- 富田翔の「翔ちゃんねる」生放送 ♯27（2023年7月27日） - ゲスト出演
- 言劇「続・お願い寝かして北園くん！」第5-8話（2023年10月20日、11月17日、12月15日、2024年1月19日、DMM TV） -出演[96]
- 君沢青春学園 特別授業 ep.31 本日の生徒.北園涼と中尾暢樹（2023年11月7日） - ゲスト出演
- 明治モダン歌劇「恋花幕明録〜前日譚〜」開幕直前特番 （2024年2月5日、2.5次元やっぱニコメン）
- 「やってんなお前」#57（2024年2月19日、キャストサイズチャンネル） - ゲスト出演
- 「月刊染谷マガジン」#31（2024年4月22日、ニコニコチャンネル） - ゲスト出演
- 田口涼と前川優希のニコ生「たまニコ！」第39回（2024年6月24日、ニコニコチャンネル） - ゲスト出演
- 木原瑠生 公式チャンネル「木原市場」木原市場クリスマス&お疲れ様SP!!（2024年12月6日、ニコニコチャンネル） - ゲスト出演
- フルパンプ！【俳優王座決定戦！】第3試合（2025年1月13日、YouTube）
- 2.5次元やっぱりニコメン「フラミュTIME 」vol.4（2025年6月20日、ニコニコチャンネル） - ゲスト出演
- 刀剣男士キャストと一緒に観よう！『十周年祝賀祭』同時視聴会　Day1（2025年8月16日、シアターコンプレックスTOWN） - ゲスト出演

### ラジオ
- 渋谷クロスFM　公開生放送（2015年8月21日、渋谷クロスFM） - 出演（章平・北園涼・上仁樹・当麻創太・鈴木祐大）
- R-ジャック（2019年9月23日）、KBCラジオ） - パーソナリティー[97]
- 刀剣乱舞2.5ラジオ（2019年10月（第二十七回）他、ニッポン放送） - メインパーソナリティー[98][99]
- MANKAI STAGE『A3!』ラジオ（2019年1月（第十六回）他、ニッポン放送） - パーソナリティー[100]

### ネットラジオ
- 2.5次元男子放送部（2017年8月第2週（8月11日 他）・第3週（8月18日 他）、TS ONE） - パーソナリティー[101]
- A3! Blooming RADIO 第12回 （2024年4月3-5日、A3!公式YouTube「MANKAIカンパニー」） - ゲスト出演 [102]

### イベント
- 「JUNBO Night★vol.10」オープニングアクト（2015年8月20日、TSUTAYA O-Crest） - 出演（ジュネス学園）
- いつの間にか5周年『キャスト祭ズ』夏はもちろんお祭りです!（2016年7月9日、晴海客船ターミナルホール） - 出演[103]
- 2.5次元フェス（仮）（2016年12月4日午前の部、幕張メッセ） - 出演[104]
- 2017 キャスト祭ズ Vol.2（2017年5月13日、晴海客船ターミナルホール） - 出演[105]
- 第3回錦江湾潮風フェスタ〜大口酒造 presents北園涼トークショー〜（2017年9月2日、鹿児島市本港新町ウォーターフロントパーク）[106]
- かのやばら祭り2019春北園涼トークショー（2019年5月3日、かのやばら園）[107]
- 俺旅。シーズン6 ケアンズ編 発売記念トークイベント（2019年） - 大平峻也とともに出演
- 大口酒造５０周年記念特別記念企画 「涼飲み」発売記念イベント（2019年9月21日、大口酒造株式会社 第二蒸溜所 伊佐伝承館 永禄）[108]
- 大口酒造 presents 特別チャリティ企画「リモート涼飲み」（2021年3月13日、7月17日、2022年3月6日、8月7日） - 出演
- ACTORS☆LEAGUE 2021（2021年7月20日、東京ドーム）[109] - 出演（DIAMOND BEARS）
- ACTORS☆LEAGUE in Baseball 2022（2022年8月22日、東京ドーム）[110] - 出演（DIAMOND BEARS）
- 「2.5次元 大上映祭 2022」〜ライブ・スペクタクル「NARUTO-ナルト-」（2022年9月28日、AiiA 2.5 Theater Kobe） - 出演[111]（※映像出演に変更）
- 宅飲みシェアハウス　応援感謝イベント（2022年10月23日、iTSCOM STUDIO＆HALL 二子玉川ライズ） - 古谷大和とともに出演[112]
- ジャンプフェスタ 2023　ライブ・スペクタクル「NARUTO-ナルト-」トークステージ（2022年12月28

日、幕張メッセ 国際展示場） - 出演
- ACTORS☆LEAGUE in Games 2023（2023年6月19日、日本武道館）[114] - 出演（北湊高校/Grudge Orca）
- HADO ActorsCUP vol.5（2023年6月29日、HADO ARENAお台場）
- ACTORS☆LEAGUE in Baseball 2023（2023年7月3日、東京ドーム）[115] - 出演（DIAMOND BEARS）
- 劇場版！たぐコミュ人狼 vol.8 （2023年10月14日、全電通ホール）
- HADO WINTER FESTIVAL - HADO ACTORS CUP 特別編 -（2024年2月20日、HADO ARENAお台場）
- ACTORS☆LEAGUE in Games 2024（2024年6月11日、幕張メッセ 幕張イベントホール）[116] - 出演（TEAM TWILIGHT）
- 劇場版！たぐコミュ人狼 vol.13 （2024年7月15日、全電通ホール）
- 大口酒造55周年記念北園涼凱旋イベント（2025年3月15日、大口酒造株式会社 第二蒸溜所 伊佐伝承館 永禄）[117]
- ACTORS☆LEAGUE in Games 2025（2025年6月10日、東京ガーデンシアター ）[118] - 出演（TEAM TWILIGHT）
- ACTORS☆LEAGUE in Baseball 2025（2022年6月30日、明治神宮野球場） [119]- 出演（DIAMOND BEARS）
- 植田鳥越「口は○○のもと」東京〜京都 8月真夏のしゃべくりツアー『”九夏三伏（きゅうかさんぷく）”どういう意味？』（2025年8月17日、ニッショーホール）[120]
- MANKAI STAGE『A3!』Bloom Fan Meeting 2025（2025年9月28日、品川プリンスホテルステラボール）[121]
- ACTORS☆LEAGUE in Futsal 2025（2025年10月7日〈予定〉、東京体育館 メインアリーナ）[122]

### その他
- 「SSH The Exhibition 15th Anniversary」モデル（2021年4月9日-13日） - 出演
- 「キャラクターデザインTカード」（2021年11月26日）[123]
- 「SSH The Exhibition」モデル（2024年6月29日-30日） - 出演
- 「N organic x 上田堪大・北園涼癒しのスキンケアタイムキャンペーン」コラボレーションモデル（2025年1月6日-31日） - 出演

### 音楽CD
出演作に伴うもの。

#### シングル
- 「刀剣乱舞」刀剣男士 team三条 with加州清光（2016年1月1日） - 小狐丸
- 「キミの詩」刀剣男士 team三条 with加州清光（2016年7月6日） - 小狐丸
- 「BE IN SIGHT」刀剣男士 formation of つはもの（2018年5月16日） - 小狐丸
- 「ACTORS☆LEAGUE 2021」ACTORS☆LEAGUE（2021年12月15日）

#### アルバム
- 「ミュージカル『刀剣乱舞』〜阿津賀志山異聞〜」刀剣男士 team三条 with加州清光（2016年8月10日） - 小狐丸
- 「ミュージカル『刀剣乱舞』〜つはものどもがゆめのあと〜」刀剣男士formation of つはもの（2018年7月25日） - 小狐丸
- 「MANKAI STAGE『A3!』〜AUTUMN & WINTER 2019〜 MUSIC Collection」（2019年4月24日） - 高遠丞
- 「MANKAI STAGE『A3!』MANKAI Selection Vol.1」（2020年8月26日） - 高遠丞
- 「MANKAI STAGE『A3!』〜WINTER 2020〜 MUSIC Collection」（2020年9月23日） - 高遠丞
- 「MANKAI STAGE『A3!』Winter Troupe 雪の中で咲いた花」（2021年12月15日） - 高遠丞

### 書籍
- 北園涼1st写真集「breeze」（エスエルエフ、2017年2月6日発売）[1]

## 音楽活動
2019年2月14日、1stシングル｢Long way to Go｣発売。10月2日、日本コロムビアレコードよりメジャーデビューアルバム｢Ark｣の発売と10月6日には一ツ橋ホールでの1stワンマンライブ開催。
2020年2月に2ndワンマンライブにて出演映画の主題歌のタイアップ決定及び、東京、福岡、名古屋、大阪の四ヵ所にて初の全国ツアー2020「Frontier」開催が告知されたが、2020年5月に新型コロナウイルス対策の為、全日程が別会場による無観客配信公演となった。2021年2月セカンドアルバム「Frontier」の発売、2021年2月及び7月に有観客での全国ライブツアー開催。2022年1月にはRUI（元CODE-V、Niiisan's）とのコラボ楽曲「Awake」（北園涼feat.Rui）を発表。2022年6月に3rdアルバム「Ignition」発売に合わせてYouTubeにオフィシャルチャンネル開設。7月にアルバムタイトルを冠した全国5都府県ツアー開催（一部日程12月に延期開催）。
2023年4月にシングル「keep it 100」リリース。7月には自身初の海外ライブ公演を台湾（台北）にて開催。2024年1月にデビューから約5年の間に発表した楽曲の中から、初のベストアルバム「RYO KITAZONO BEST〜2019-2023〜」を発売。

### シングル
|     | 発売日        | タイトル               | 規格               | 規格品番                                                  |
| --- | ------------- | ---------------------- | ------------------ | --------------------------------------------------------- |
| 1st | 2019年2月14日 | Long way to Go         | CD+DVD CD          | SPCD-10014（Birthday Event限定盤） SPCD-10015（EC限定盤） |
| 2nd | 2020年2月23日 | Just call me the Beast | CD                 | SPCD-10021（会場限定盤）                                  |
| 3rd | 2020年7月11日 | Over the little night  | 配信               | （配信限定）                                              |
| 4th | 2021年8月8日  | believe                | CD                 | SPCD-10022（会場限定盤）                                  |
| 5th | 2022年1月15日 | Awake                  | ミュージックカード | （会場限定）                                              |
| 6th | 2023年4月12日 | keep it 100            | 配信 CD            | COKM-44315 SPCD-10022（限定盤）                           |

### オリジナルアルバム
|     | 発売日        | タイトル                       | 規格      | 規格品番                                           | オリコン最高位 |
| --- | ------------- | ------------------------------ | --------- | -------------------------------------------------- | -------------- |
| 1st | 2019年10月2日 | Ark                            | CD+DVD CD | COZX-1582-3（初回生産限定盤） COCX-40960（通常盤） | デイリー 12位  |
| 2nd | 2021年2月3日  | Frontier                       | CD+DVD CD | COZX-1704-5（Type-A） COCX-41363（Type-B）         | デイリー 11位  |
| 3rd | 2022年6月29日 | Ignition                       | CD        | COCX-41790                                         | デイリー 16位  |
| 4th | 2024年1月17日 | RYO KITAZONO BEST〜2019-2023〜 | CD        | COCX-42156                                         | デイリー 13位  |

### LIVE
- 北園涼 1stワンマンライブ（2019年10月6日、2公演、一ツ橋ホール）
- 北園涼 2ndワンマンライブ（2020年2月23日、24日、2公演、神田明神ホール）
- 北園涼 LIVE TOUR 2020「Frontier」（2020年7月5日 東京ヒューリックホール東京、7月18-19日 福岡Early Believer、25日 名古屋HOLIDAY NEXT NAGOYA、26日 大阪THE LIVE HOUSE soma）無観客ライブ配信へ変更
- 北園涼 LIVE TOUR 2021「Frontier」（2021年2月6日、7日福岡 bar evoL、20日名古屋 HOLIDAY NEXT、22日神戸 VARIT.、23日大阪 MUSE、27日、28日東京HY TOWN HALL）
- 北園涼 2nd LIVE TOUR 2021（2021年8月8日 神戸 CHICKEN GEORGE、9日神戸 VARiT.、21日名古屋 SPADE BOX、22日大阪 MUSE、8月28日、29日福岡 bar evoLAIWA HALL、9月4日、5日東京 代官山UNIT）
- 北園涼 NEW YEAR LIVE 2022（2022年1月15日、16日東京 赤羽ReNY alpha）
- 北園涼 LIVE TOUR 2022「Ignition」（2022年7月2日、3日福岡 ESPエンタテインメント Live Hall EMY、9日神奈川 横浜Baysis、17日大阪 江坂MUSE、18日名古屋SPADE BOX、23-24日東京 代官山UNIT、30-31日赤羽ReNY alpha、11月26-27日TIAT SKY HALL PLUSWIN HALL 六本木、12月3-4日六本木BIGHOUSE、12月10日六本木BIGHOUSE）[132][133][134][135]
- 北園涼 スーパープレミアム アコースティックライブ（ピアノDay 2023年4月15-16日、アコースティックギターDay 4月22-23日、日本橋PACMAN）
- 北園涼 リベンジナイトLIVE（2023年4月28日、代官山UNIT）
- 北園涼・台北演唱會 Super Premium Taipei Concert（2023年7月8日、台湾Clapper Studio）[136]
- ベストアルバム「RYO KITAZONO BEST〜2019-2023〜」発売記念ライブ（2024年1月20-21日、六本木BIGHOUSE）
- 北園涼 新曲最速先行披露LIVE（2024年5月18-19日、六本木BIGHOUSE）
- 北園涼 Christmas Live 2024（2024年12月7-8日、六本木BIGHOUSE）
- 北園涼 LEVEL2025（2025年10月18-19日、東京都内）

### LIVE配信
- 北園涼 LIVE TOUR 2020「Frontier」（2020年7月5日、7月18日、19日、25日、26日、全日程無観客ライブ配信）

### LIVEイベント
- シンデレラブレイド presents「SPACEY MUSIC FES.」スペフェス！（2020年12月12日、13日東京 HY TOWN HALL）
- 五木ひろし50th Anniversary 「ITSUKIフェス」異次元ライブ2021〜リベンジ編〜／後夜祭（2021年5月11日LINE CUBE SHIBUYA（渋谷公会堂））[137]緊急事態宣言発出に伴う公演中止
- 五木ひろし50th Anniversary 「ITSUKIフェス」異次元ライブ2021〜再リベンジ編〜（2021年10月13日LINE CUBE SHIBUYA（渋谷公会堂））[138]

### TV出演
- 「音ボケPOPS」（2021年2月27日、TOKYO MX）
- M-ON! SPECIAL「北園涼」〜Ignition〜（2022年6月28日他MUSIC ON!TV）[139]

### タイアップ
| 楽曲                  | タイアップ                                                 |
| --------------------- | ---------------------------------------------------------- |
| Ark                   | NIB長崎国際テレビ・音楽情報番組「AIR」10月度オープニング曲 |
| Over the little night | 映画「BLOOD-CLUB DOLLS2」主題歌                            |